# Gustaf Adolf Ehrnrooth

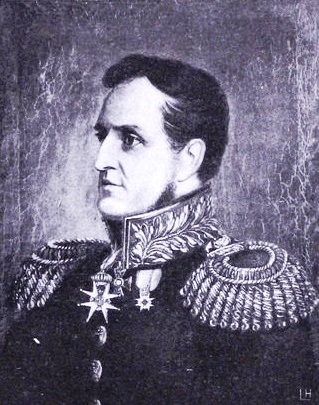
Gustaf Adolf Ehrnrooth

Gustaf Adolf Ehrnrooth, född 1779, död 1848, var en svensk-finländsk militär. Han var son till Carl Gustaf Ehrnrooth och far till Adelaïde Ehrnrooth och Casimir Ehrnrooth.
Ehrnrooth blev 1803 major i svenska armén, deltog med utmärkelse i finska kriget 1808-1809, blev 1809 överstelöjtnant. Han erhöll 1810 överstes avsked, flyttade samma år över till Finland och ingick i finska armén, där han blev generalmajor 1819, divisionschef 1821 och tog avsked 1826.

## Utmärkelser
- Riddare av Svärdsorden,  28 april 1808[1]
- Riddare med stora korset av Svärdsorden,  24 oktober 1808[1]
- Sankt Vladimirs orden, tredje klass,  11 september 1825[1]

[Redigera Wikidata]